# Єжов Валентин Іванович
Єжо́в Валенти́н Іва́нович (7 липня 1927, Кощєєво, Івановська область, РРФСР, СРСР — 25 серпня 2010, Київ, Україна) — український радянський архітектор. Віце-президент Української академії архітектури, член Президії Національної спілки архітекторів України, почесний академік Національної академії мистецтв України, академік Академії будівництва та інженерних наук України, дійсний член Міжнародної академії архітектури, іноземний член Російської академії архітектури і будівельних наук. Професор Київського національного університету будівництва і архітектури (КНУБА).
У 1981–1987 — головний архітектор Києва.

## Біографія
Народився 7 липня 1927 року в селі Кощєєвому (нині Івановська область, Росія). В 1949 рік у з відзнакою закінчив архітектурний факультет Київського інженерно-будівельного інституту — навчався у Каракіса Йосипа Юлійовича. Йосип Юлійович був керівником декількох його курсових проєктів і дипломного проєкту. Дипломний проєкт комісією був оцінений найвищим балом і багато років провисів на кафедрі в КІБІ. (Клара Георгіївна Демура вважає В. Єжова дуже здібним студентом І. Каракіса.)
Розпочав трудову діяльність архітектором у Севастополі.
У 1953–1963 — аспірант та науковий співробітник Академії архітектури УРСР.
З 1963 працював керівником сектору, відділу КиївЗНДІЕП, згодом став головним архітектором інституту.
У 1976–1981 — директор КиївНДІТІ (НДІТІАМ).
У 1981–1987 — головний архітектор Києва.
У 1987–2010 — завідувач кафедри основ архітектури і архітектурного проєктування Київського національного університету будівництва і архітектури (КНУБА).
З 1991 — керівник АБ «Єжов».
Помер у Києві 25 серпня 2010. Похований на Байковому кладовищі.

## Праці
Під керівництвом та за авторської участі В. І. Єжова розроблено понад 260 проєктів, за якими побудовано 80 будівель та комплексів різноманітного функціонального призначення в Києві, Кам'янському, Севастополі, Бердянську, Феодосії, Євпаторії, Прип'яті та інших містах України. Серед будівель:
- Дім торгівлі[2];
- шкільне містечко на 4000 учнів;
- палац культури київського Авіазаводу ім. О. К. Антонова,
- палац культури виробничого об'єднання ім. С. П. Корольова;
- станції метро «Вокзальна» і «Дзержинська» (нині «Либідська»)[2];
- забудова житлових масивів Теремки-2[2], Вигурівщина-Троєщина[2], Північно-Броварський[2] в Києві;
- шкільний комплекс у Кам'янському;
- Бердянський міський Палац культури ім. Т.Г. Шевченка;
- житловий будинок по вулиці Івана Мазепи (2001) та інші.

Автор понад 200 наукових праць, серед яких монографії:
- «Архитектура общественных зданий массового строительства» (1983);
- «Архитектурно-конструктивные системы общественных зданий» (1981);
- «Архитектурно-конструктивные системы гражданских зданий» (1998, у співавторстві);
- «Полвека глазами архитектора» (2001);
- «Эскизная графика архитектора» (2003);
- «Архитектура общественных зданий и комплексов» (2006, у співавторстві);
- «Архитектура южного жилища» (2012).

Серед художніх робіт: «Площа Богдана Хмельницького з видом на Софійський собор і житловий будинок, побудований за проєктом І. Каракіса», 1955 рік.

## Відзнаки та нагороди
Почесний доктор НДІТІАМ, доктор аріхтектури, професор, має почесні звання «Заслужений архітектор України» (1994), «Народний архітектор України» (1999), удостоєний Державної премії України в галузі архітектури (2000).
Нагороджений орденами «Знак Пошани» (1981), «За заслуги» III ступеня (2004), Почесною грамотою Верховної Ради УРСР (1987), Премією Ради Міністрів СРСР (1989), медалями «За трудову доблесть» (1971), «В пам'ять 1500-річчя Києва» (1982), «Ветеран праці» (1984) та іншими.